# Michel Duchaussoy
Michel Duchaussoy (Valenciennes, 29 novembre 1938 – Parigi, 13 marzo 2012) è stato un attore francese.

## Biografia
Dopo gli studi a Lilla si iscrisse al Conservatorio d'arte drammatica di Parigi. Nel 1964 entrò alla Comédie-Française, che lascerà solo nel 1984, lavorando principalmente per il teatro.
Alla fine degli anni sessanta iniziò anche la carriera cinematografica: lavorò spesso per Claude Chabrol ma anche per altri registi di richiamo come Bertrand Tavernier, Louis Malle o Patrice Leconte.
Venne inoltre chiamato per doppiare la voce di Marlon Brando nel film Il padrino.
Partecipò a diverse serie televisive prodotte dalla televisione francese ma anche a serie internazionali come Le avventure del giovane Indiana Jones o I miserabili.
Il suo ultimo ruolo cinematografico fu quello del capo villaggio Abraracourcix nel film Asterix & Obelix al servizio di Sua Maestà (2012). Morì il 13 marzo 2012, a 73 anni, per un arresto cardiaco. È sepolto nel cimitero di Père-Lachaise.

## Vita privata
Nel 1970 sposò Isabelle de Funès, nipote di Louis, dalla quale divorziò nell'ottobre dell'anno seguente.
Dall'attrice Corinne Le Poulain, nel 1979 ebbe una figlia, Julia, divenuta anch'essa attrice.

## Filmografia parziale

### Cinema
- Vita privata (Vie privée), regia di Louis Malle (1962)
- Il giorno più lungo (The Longest Day), regia di Ken Annakin, Andrew Marton e Bernhard Wicki (1962)
- Gioco di massacro (Jeu de massacre), regia di Alain Jessua (1967)
- Ucciderò un uomo (Que la bête meure), regia di Claude Chabrol (1969)
- Stéphane, una moglie infedele (La femme infidèle), regia di Claude Chabrol (1969)
- All'ombra del delitto (La Rupture), regia di Claude Chabrol (1970)
- Sul far della notte (Juste avant la nuit), regia di Claude Chabrol (1971)
- L'uomo dal cervello trapiantato (L'Homme au cerveau greffé), regia di Jacques Doniol-Valcroze (1971)
- L'uomo che uccideva a sangue freddo (Traitment de choc), regia di Alain Jessua (1972)
- Il grande biondo (Le retour du grand blond), regia di Yves Robert (1974)
- Una vita bruciata (La Jeune fille assassinée), regia di Roger Vadim (1974)
- L'ultimo giorno d'amore (L'Homme pressé), regia di Édouard Molinaro (1977)
- 1960, terza liceo... e fu tempo di rock and roll (Surprise Party), regia di Roger Vadim (1983)
- Fort Saganne, regia di Alain Corneau (1984)
- Bernadette, regia di Jean Delannoy (1988)
- La passione di Bernadette (La Passion de Bernadette), regia di Jean Delannoy (1989)
- La vita e niente altro (La Vie et rien d'autre), regia di Bertrand Tavernier (1989)
- Milou a maggio (Milou en Mai), regia di Louis Malle (1990)
- Caccia alla vedova, regia di Giorgio Ferrara (1990)
- L'amore che non muore (La Veuve de Saint-Pierre), regia di Patrice Leconte (2000)
- Amen., regia di Costa-Gavras (2002)
- Confidenze troppo intime (Confidences trop intimes), regia di Patrice Leconte (2003)
- Arthur e il popolo dei Minimei (Arthur et les Minimoys), regia di Luc Besson (2006) - solo voce
- Il piccolo Nicolas e i suoi genitori (Le Petit Nicolas), regia di Laurent Tirard (2009)
- Carissima me (L'Age de raison), regia di Yann Samuell (2010)
- Arthur e la guerra dei due mondi (Arthur et la guerre des deux mondes), regia di Luc Besson (2010)
- La chiave di Sara (Elle s'appellait Sarah), regia di Gilles Paquet-Brenner (2010)
- Asterix & Obelix al servizio di Sua Maestà (Astérix et Obélix au service de sa majesté) regia di Laurent Tirard (2012)

### Televisione
- L'enigma di Rue Martin 98 (Tout est dans la fin), regia di Jean Delannoy - film TV (1986)

## Doppiatori italiani
Nelle versioni in italiano delle opere in cui ha recitato, Michael Duchaussoy è stato doppiato da:
- Dario Penne in Confidenze troppo intime, Il piccolo Nicolas e i suoi genitori
- Giorgio Lopez in L'amore che non muore
- Sandro Pellegrini in Amen.
- Michele Gammino in La chiave di Sara

Da doppiatore è sostituito da:
- Sandro Pellegrini in Arthur e il popolo dei Minimei